# Thibault Rossard
Pour les articles homonymes, voir Rossard.
Thibault Rossard est un joueur français de volley-ball né le 28 août 1993 à Soisy-sous-Montmorency (Val-d'Oise). Il mesure 1,94 m et joue aux postes de réceptionneur-attaquant. Il totalise 29 sélections en équipe de France.

## Biographie
Thibault Rossard est un enfant de la balle : il est le petit-fils de Jacques Rossard, le fils d'Olivier et le neveu de Philippe Rossard, anciens internationaux français de volley-ball, et le frère de Quentin et le cousin de Nicolas Rossard, également joueurs professionnels de volley-ball.

## Clubs
| Club                | De   | À    |
| ------------------- | ---- | ---- |
| Spacer's Toulouse   | 2011 | 2015 |
| Arago de Sète       | 2015 | 2016 |
| Resovia Rzeszów     | 2016 | 2019 |
| Fenerbahçe SK       | 2019 | 2020 |
| Callipo Sport       | 2020 | 2021 |
| Pallavolo Plaisance | 2021 | 2022 |
| Resovia Rzeszów     | 2022 | 2023 |

## Palmarès

### Club
- Coupe de France 
  - Finaliste : 2013
- Championnat de France 
  - Finaliste : 2016

### Sélection nationale
- Championnat d'Europe des moins de 19 ans 
  - Finaliste : 2011
- Championnat d'Europe des moins de 19 ans 
  - Vainqueur : 2017
- Ligue des nations 
  - Finaliste : 2018

### Distinctions individuelles
- Meilleur réceptionneur du championnat d'Europe des moins de 19 ans 2011
- Meilleur réceptionneur-attaquant du championnat d'Europe des moins de 19 ans 2013
- Révélation de la Ligue A 2014
- Meilleur réceptionneur-attaquant de la Ligue A 2016
- Meilleur joueur de la Ligue A 2016